# Akaki Kibordzalidze
Akaki Kibordzalidze (* 17. srpna 1963 – 10. července 2001 Moskva) byl sovětský zápasník–judista a sambista gruzínské národnosti.

## Sportovní kariéra
Připravoval se v Kutaisi pod vedením Omara Merabišviliho. V širším výběru sovětské reprezentace se pohyboval od počátku osmdesátých let dvacátého století v těžké váze nad 95 kg. Na úkor Grigorije Veričeva se však na post reprezentační jedničky neprosadil. V Kutaisi po jeho boku vyrostl budoucí olympijský vítěz Davit Chachaleišvili, kterému od roku 1990 přepustil pozice gruzínské jedničky v těžké váze.
Zemřel předčasně po srdeční příhodě v roce 2001. Nepomohla mu ani nejlepší dostupná lékařská péče na klinice v Moskvě. Je pochován v Kutaisi.

## Výsledky

### Váhové kategorie
| Turnaj             | 1981       | 1982       | 1983       | 1984       | 1985       | 1986       | 1987       | 1988       | 1989       |
| Turnaj             | 18         | 19         | 20         | 21         | 22         | 23         | 24         | 25         | 26         |
| Turnaj             | těžká váha | těžká váha | těžká váha | těžká váha | těžká váha | těžká váha | těžká váha | těžká váha | těžká váha |
| ------------------ | ---------- | ---------- | ---------- | ---------- | ---------- | ---------- | ---------- | ---------- | ---------- |
| Olympijské hry     |            |            |            | —          |            |            |            | —          |            |
| Mistrovství světa  | —          |            | —          |            | —          |            | —          |            | —          |
| Mistrovství Evropy | —          | —          | —          | —          | —          | —          | 3.         | —          | —          |
| ME juniorů         | 1.         | 5.         |            |            |            |            |            |            |            |

### Bez rozdílu vah
| Turnaj             | 1981 | 1982 | 1983 | 1984 | 1985 | 1986 | 1987 | 1988 | 1989 |
| Turnaj             | 18   | 19   | 20   | 21   | 22   | 23   | 24   | 25   | 26   |
| ------------------ | ---- | ---- | ---- | ---- | ---- | ---- | ---- | ---- | ---- |
| Olympijské hry     |      |      |      | —    |      |      |      |      |      |
| Mistrovství světa  | —    |      | —    |      | —    |      | —    |      | 2.   |
| Mistrovství Evropy | —    | —    | —    | —    | —    | —    | —    | 2.   | —    |